# Ilha do Governador
Die Ilha do Governador (port. für Gouverneursinsel) ist die größte Insel in der Guanabara-Bucht und ein Stadtteil von Rio de Janeiro. Auf der 42 km² großen Insel wohnen rund 450.000 Menschen.
Ein Drittel der Insel ist vom Internationalen Flughafen Rio de Janeiro-Antônio Carlos Jobim bedeckt. Die Insel ist seit 1949 durch die Ponte do Galeão mit der Fundão-Insel verbunden, welche wiederum mit dem Festland verbunden ist. Mittlerweile sind drei weitere Brücken dazugekommen. Ein beträchtlicher Teil der Wohnfläche der Insel ist mit Favelas bedeckt. Daneben gibt es aber auch Wohngegenden der Mittelklasse.
Der Name Ilha do Governador stammt aus dem 16. Jahrhundert, als ein Gouverneur während der Kolonialzeit ein Haus auf der Insel errichtete. Die Cariocas (Bewohner von Rio de Janeiro) nennen die Insel meist nur Ilha (Insel).